# Симпсоны: Мучительная продлёнка
«Симпсоны: Мучительная продленка» (англ. The Longest Daycare) — короткометражный мультипликационный фильм по мотивам анимационного телесериала «Симпсоны», номинированный на премию «Оскар» 2013 года в категории «Премия «Оскар» за лучший анимационный короткометражный фильм».

## Сюжет
Мардж отвозит свою дочь Мэгги в школу Айн-Рэнд для малышей. В школе специальное устройство сканирует малышей, выявляя их талантливость. Проверка Мэгги показала, что она «середнячок», поэтому охранник несёт её мимо комнаты для одарённых детей и оставляет её в комнате для детей «без специальных навыков».
В комнату залетает бабочка, которую давит другой ребёнок своей колотушкой и обводит её рамкой. Вторая бабочка разделила судьбу первой: она также раздавлена на стене и обведена рамкой.
Мэгги находит гусеницу и понимает, что её так же раздавят. Гусеница превращается в куколку, а затем в бабочку. Мэгги пытается спасти бабочку, выпустив её из окна. Но другой малыш прихлопнул её жалюзи.
В конце мультфильма Мардж забирает Мэгги и выясняется, что Мэгги подменила бабочку своим бантиком на голове, такого же цвета. Затем она выпускает бабочку на свободу.